# لال
لال هو كاتب سيناريو ومخرج وممثل هندي، ولد في 2 ديسمبر 1958 في الهند. من الجوائز التي نالها جائزة فيلم فير جنوب وجائزة ولاية كيرلا السينمائية لأفضل ممثل ‏.

## جوائز
- جائزة فيلم فير جنوب
- جائزة ولاية كيرلا السينمائية لأفضل ممثل [الإنجليزية]‏

## وصلات خارجية
- لال على موقع IMDb (الإنجليزية)
- لال على موقع قاعدة بيانات الفيلم (الإنجليزية)